# Dasyatis americana
Raie pastenague américaine
Espèce
Statut de conservation UICN

 NT  : Quasi menacé
Dasyatis americana, communément nommée Raie pastenague américaine, est une espèce de poissons marins de la famille des Dasyatidae. (Ne pas confondre avec la raie pastenague ou pastenague commune, Dasyatis pastinaca.)
La Raie pastenague américaine est présente dans les eaux tropicales de l'océan Atlantique occidental, soit des côtes de l'état du New Jersey aux côtes orientales du Brésil incluant le golfe du Mexique ainsi que la mer des Caraïbes.
Cette raie possède un corps (disque) en forme de losange avec un museau et des coins extérieurs pointus. Son dos est marron clair ou noir, plutôt gris chez les juvéniles, tandis que sa face ventrale est blanchâtre avec une bordure grise. Une rangée de courtes épines irrégulière recouvre la ligne médiane de son dos.
Le diamètre maximal de son disque est de 150 cm mais le diamètre moyen observable est 80 cm.

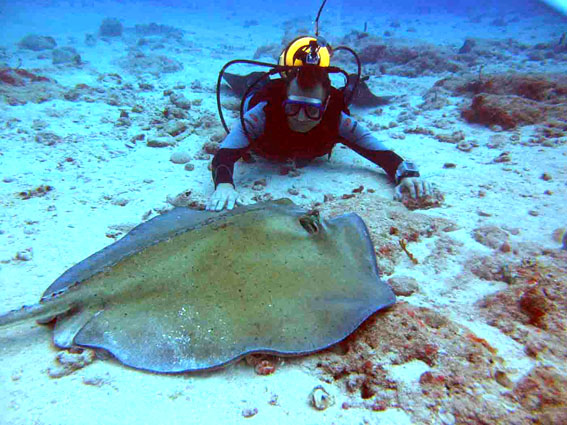
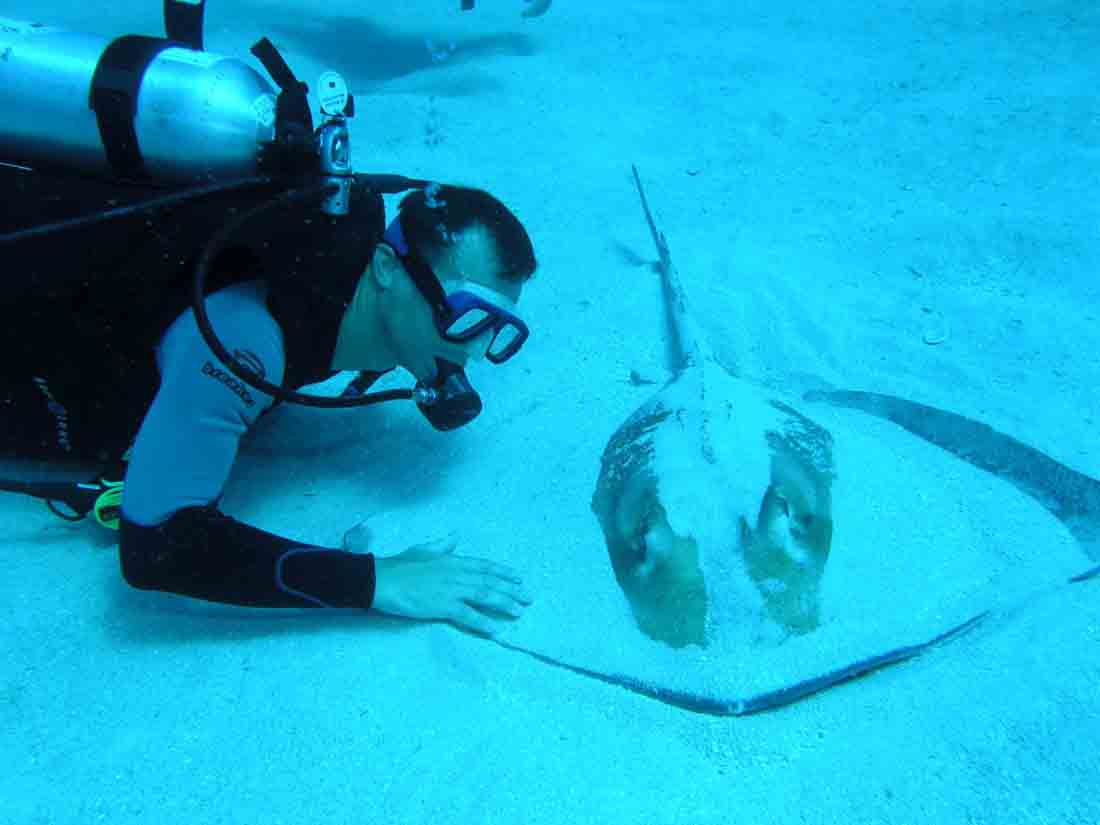
Une pastenague à Saint-Martin.
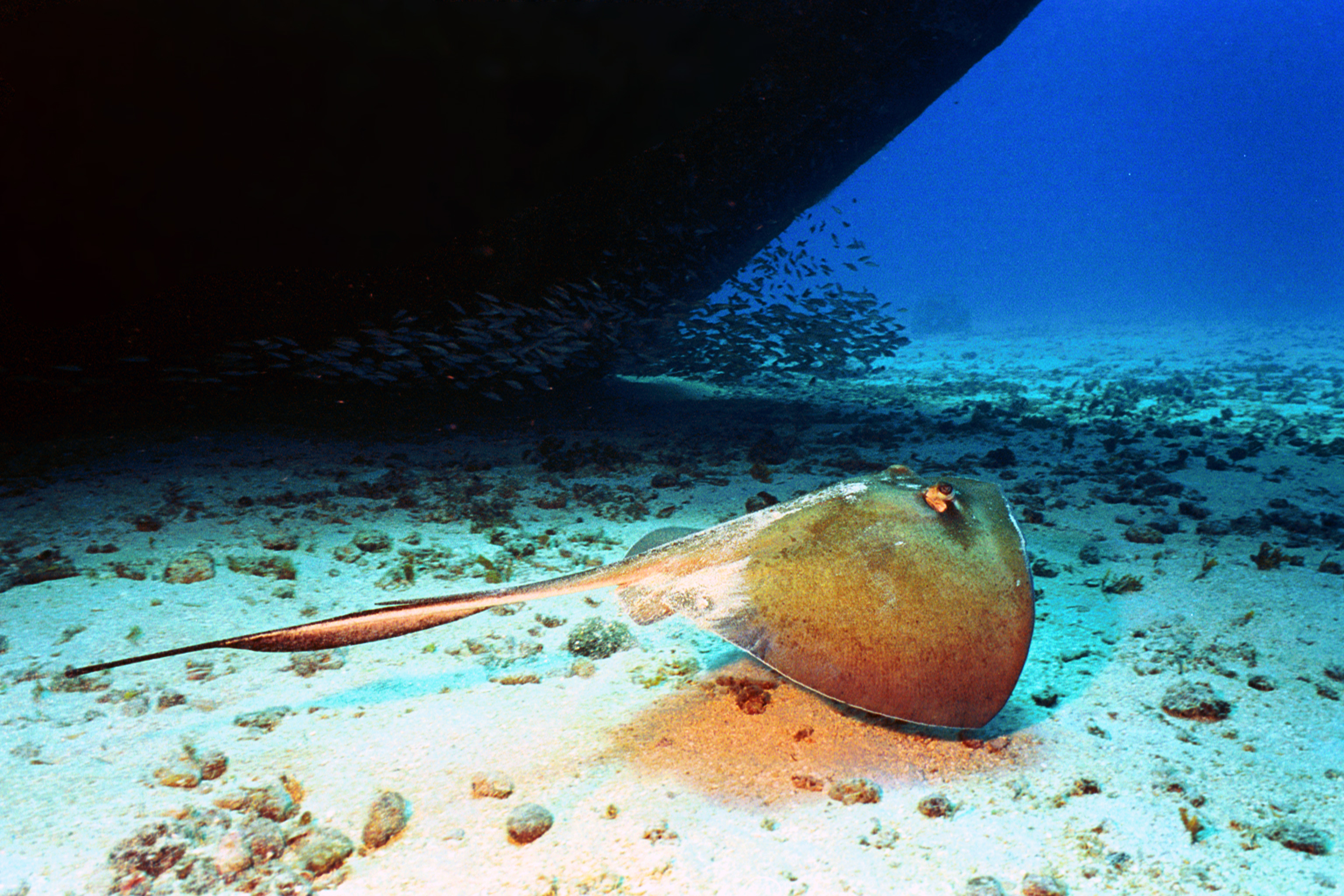
Une raie près d'une épave.